# Modruš-Rijeka
Modruš-Rijeka (en hongrois : Modrus-Fiume ; en allemand : Modrusch-Fiume) est un ancien comitat du royaume de Croatie-Slavonie associé au royaume de Hongrie. Son siège était Ogulin.